# Zaori
A lenda dos Zaori, homens com poderes especiais, tem suas raízes no folclore do Sul do Brasil, especialmente nas regiões rurais. A crença popular conta que os Zaori são aqueles que nascem na Sexta-Feira da Paixão, um dia carregado de simbolismo religioso e místico. Diz-se que nesse dia, um poderoso arcanjo desce à Terra, invisível aos olhos humanos, e o pó de suas asas, ao tocar a terra, confere poderes especiais aos recém-nascidos.
Os Zaori, apesar de parecerem pessoas comuns, possuem a habilidade de encontrar objetos perdidos ou ocultos. Uma força mística os guia, como um chamado irresistível, até o local onde os objetos se encontram. A lenda ganhou uma nova roupagem na segunda temporada da série da Netflix "Cidade Invisível", Onde Zaori (Mestre Sebá) é um senhor escravizado por homens gananciosos para trabalhar forçado em um garimpo ilegal.